# 大田文化の森

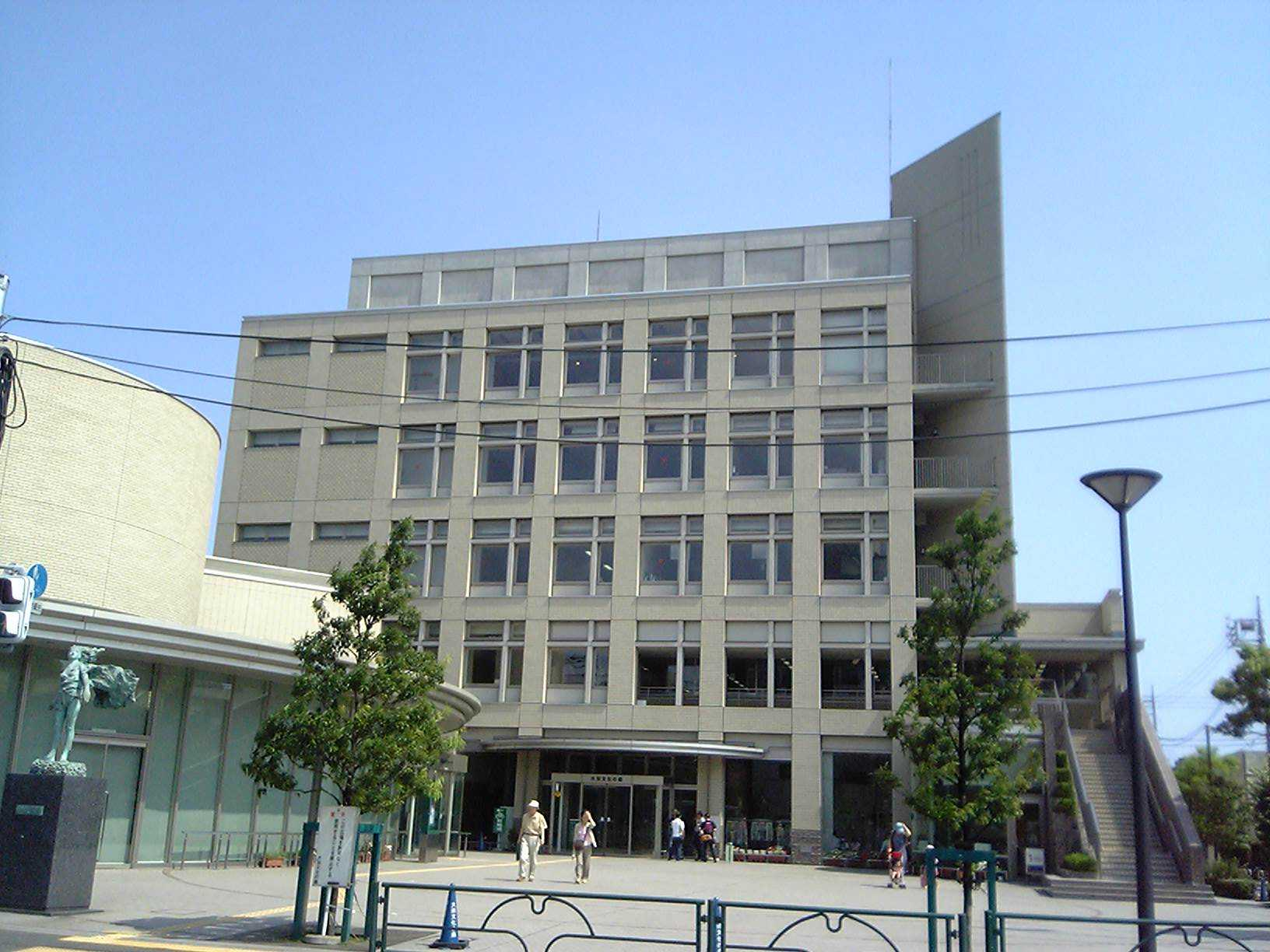
大田文化の森

大田文化の森（おおたぶんかのもり）は、東京都大田区中央二丁目にある公園・文化施設である。詳細については、大田文化の森条例（平成13年3月16日大田区条例第19号。以下条例という。）および大田文化の森条例施行規則（平成13年7月1日大田区規則第116号。以下規則という。）に定められている。

## 概要
当地に所在した大田区役所が1998年（平成10年）5月をもって蒲田駅前に移転後、跡地を活用して3年半後の2001年（平成13年）11月3日（文化の日）に開設された。
- 設置者 東京都大田区
- 目的 区民の主体的な文化活動を支援し、区民相互の交流の輪を広げ、もって地域の振興を図ること（条例第1条）
- 所在地 大田区中央二丁目10番1号（条例第1条）
- 施設（条例第2条）
  - ホール
  - 楽屋
  - スタジオ（音楽及びスポーツ用）
  - 展示コーナー
  - 創作工房（調理室、美術室及び工芸室）
  - 和室
  - 集会室
  - 多目的室
  - 広場
  - 情報館（図書コーナー及びマルチメディアコーナー）
  - 駐車場
  - その他の施設
- 休館日（規則第17条）
  - 文化の森の休館日は、次のとおりとする。ただし、区長が特に必要と認めるときは、これを変更し、又は臨時に休館日を定めることができる。
    - 1月1日から同月3日まで
    - 12月29日から同月31日まで

  - 前項各号に定めるもののほか、情報館においては、次に掲げる日もまた休館日とする。
    - 整理日 毎月第2木曜日（その日が休日に当たるときは、その翌日）
    - 特別整理期間 1年につき7日以内において区長が定める期間
- 開館時間（規則18条）
  - 文化の森の開館時間は、次のとおりとする。ただし、区長が特に必要と認めるときは、これを変更することができる。
    - 情報館 午前9時から午後7時まで
    - 前号以外の施設 午前9時から午後10時まで